# Tour des Flandres 2008
La 92e édition de la course cycliste Tour des Flandres a eu lieu le 6 avril. La course est la deuxième épreuve de l'UCI ProTour 2008. 214 coureurs se sont élancés pour 264 kilomètres de course de Bruges à Meerbeke (Ninove). Dix-sept difficultés étaient au programme. Le champion de Belgique Stijn Devolder (Quick Step) s'est imposé en solitaire.

## Présentation

### Parcours
Le Tour des Flandres prend son départ sur la Grand Place de Bruges, pour rejoindre Courtrai au sud. Le parcours se dirige ensuite vers l'est, en traversant les Ardennes flamandes où se situent les dix-sept difficultés de l'épreuve :
Le parcours de cette édition 2008 voit le retour du Koppenberg. Ce mont, gravi a dix-sept reprises entre 1976 et 2006, n'avait plus été empruntée entre 1988 et 2001 en raison de la dangerosité de sa route pavée. Des travaux de réfection avaient permis son retour en 2002. En 2007, il a de nouveau été ôté du trajet et remplacé par le Kortekeer, après que seuls sept coureurs sont parvenus à son sommet sans mettre pied à terre en 2006. La commune d'Audenarde, considérant la notoriété que lui apporte la présence de cette difficulté sur le Tour des Flandres, a alors entrepris de nouveau travaux de rénovation. Approuvé par plusieurs coureurs, l'organisation de la course l'a réintroduit, à 69 kilomètres de l'arrivée à Meerbeke.
| N° | Nom              | Kilomètre | Revêtement         | Longueur (m) | Pente moyenne (%) |
| -- | ---------------- | --------- | ------------------ | ------------ | ----------------- |
| 17 | Mont de l'Enclus | 99        |                    | 1250         | 5,3               |
| 16 | Nokereberg       | 118       | Pavé               | 375          | 5,9               |
| 15 | Molenberg        | 157       | Partiellement pavé | 463          | 7                 |
| 14 | Wolvenberg       | 167       |                    | 645          | 7,9               |
| 13 | Vieux Quaremont  | 185       | Partiellement pavé | 2200         | 4                 |
| 12 | Paterberg        | 189       | Pavé               | 360          | 12,9              |
| 11 | Koppenberg       | 195       | Pavé               | 600          | 11,6              |
| 10 | Steenbeekdries   | 200       | Pavé               | 700          | 5,3               |
| 9  | Taaienberg       | 203       | Pavé               | 530          | 6,6               |
| 8  | Berg Stene (nl)  | 213       |                    | 1300         | 5                 |
| 7  | Leberg           | 216       | Pavé               | 950          | 4,2               |
| 6  | Berendries       | 222       |                    | 940          | 7                 |
| 5  | Valkenberg       | 227       |                    | 540          | 8,1               |
| 4  | Tenbosse         | 233       |                    | 455          | 6,4               |
| 3  | Eikenmolen       | 239       |                    | 610          | 5,9               |
| 2  | Mur de Grammont  | 249       | Partiellement pavé | 1475         | 9,3               |
| 1  | Bosberg          | 252       | Partiellement pavé | 980          | 5,8               |

### Equipes
Le Tour des Flandres figurant au calendrier du ProTour, les 18 UCI Proteams sont présentes, auxquelles il faut ajouter les 7 équipes continentales invitées.
| ProTeams (18)- Lampre - Quick Step - Silence-Lotto - Rabobank - AG2R-La Mondiale - Bouygues Telecom - Cofidis-Le Crédit par Téléphone - Crédit agricole - La Française des jeux - Astana - Caisse d'Épargne - Euskaltel-Euskadi - Gerolsteiner - Liquigas - Saunier Duval-Scott - CSC - High Road - Team Milram Équipes continentales professionnelles (7)- Landbouwkrediet-Tönissteiner - Topsport Vlaanderen - Mitsubishi-Jartazi - Barloworld - Cycle Collstrop - Skil-Shimano - Slipstream-Chipotle |
| |

## Déroulement
Après un départ très rapide, le peloton est ralenti par une forte pluie, et laisse partir une échappée de quatre coureurs, composée de Janek Tombak, Tom Veelers, Sven Renders et Vincent Jérôme, après 111 kilomètres de course. Le peloton, morcelé par la succession des difficultés à partir du Molenberg, ne laisse jamais plus de 2 min 15 s d'avance aux échappés, rejoints par Robert Wagner, et les reprend à l'approche du Vieux Quaremont. À l'offensive dans le Koppenberg, Tom Boonen provoque une échappée d'une dizaine de coureurs comprenant la majorité des principaux favoris. Parmi ceux-ci, Leif Hoste est victime dans le Steenbergdries d'un ennui mécanique qui l'élimine de la lutte pour la victoire.
Au sein de ce groupe, les outsiders tentent leur chance de loin. Thor Hushovd et Sebastian Langeveld d'abord, Óscar Freire ensuite, s'échappent mais sont repris par un groupe de chasse mené à vive allure par Stijn Devolder pour son leader Tom Boonen. À plusieurs reprises, Devolder effectue une si forte sélection qu'il met son leader en difficulté. Dans le Valkenberg, Devolder s'échappe en compagnie d'Alessandro Ballan, de Sebastian Langeveld à nouveau, de George Hincapie et de Karsten Kroon. Les cinq coureurs sont repris à 25 km de l'arrivée par un peloton mené par les équipes Cofidis et Liquigas.
Devolder, intenable, contre-attaque immédiatement. Il est d'abord pris en chasse par Thor Hushovd, Janek Tombak, qui était déjà dans l'échappée matinale, Sylvain Chavanel et Manuel Quinziato, mais ceux-ci sont repris dans le Mur de Grammont. Dans la dernière difficulté, Langeveld, encore à l'attaque, semble en mesure de reprendre Stijn Devolder, mais il est repris à 7 kilomètres de l'arrivée. Alors que la poursuite est désorganisée, Juan Antonio Flecha se lance dans un nouveau contre, bientôt rejoint par Nick Nuyens. Ceux-ci ne parviennent pas à reprendre Devolder, qui s'impose, remportant sa première grande classique. Nuyens devance Flecha pour la deuxième place, et Ballan remporte le sprint du groupe des poursuivants.

## Classements

### Classement de la course

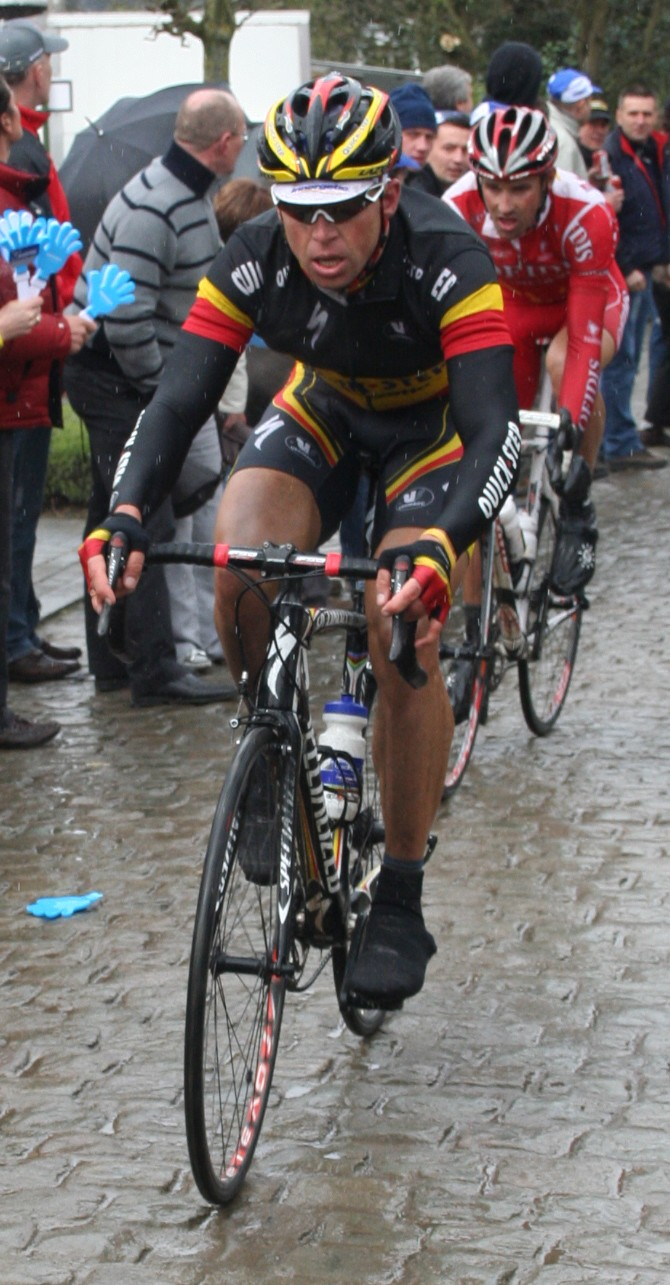
Stijn Devolder, le vainqueur, dans le Vieux Quaremont.

| \| Classement général \| Classement général \| Classement général \| Classement général \| Classement général \| \| Coureur \| Coureur \| Pays \| Équipe \| Temps \| \| ------------------ \| ------------------- \| ------------------ \| ------------------------------- \| ------------------ \| \| 1er \| Stijn Devolder \| Belgique \| Quick Step \| 6 h 24 min 02 s \| \| 2e \| Nick Nuyens \| Belgique \| Cofidis-Le Crédit par Téléphone \| + 15 s \| \| 3e \| Juan Antonio Flecha \| Espagne \| Rabobank \| + 15 s \| \| 4e \| Alessandro Ballan \| Italie \| Lampre \| + 21 s \| \| 5e \| George Hincapie \| États-Unis \| High Road \| + 21 s \| \| 6e \| Filippo Pozzato \| Italie \| Liquigas \| + 21 s \| \| 7e \| Kurt Asle Arvesen \| Norvège \| CSC \| + 21 s \| \| 8e \| Greg Van Avermaet \| Belgique \| Silence-Lotto \| + 21 s \| \| 9e \| Simon Špilak \| Slovénie \| Lampre \| + 21 s \| \| 10e \| Allan Johansen \| Danemark \| CSC \| + 21 s \| \| 11e \| Bernhard Eisel \| Autriche \| High Road \| + 21 s \| \| 12e \| Martijn Maaskant \| Pays-Bas \| Slipstream-Chipotle \| + 21 s \| \| 13e \| Grégory Rast \| Suisse \| Astana \| + 21 s \| \| 14e \| Niki Terpstra \| Pays-Bas \| Team Milram \| + 21 s \| \| 15e \| Philippe Gilbert \| Belgique \| La Française des jeux \| + 21 s \| \| 16e \| Dmitri Mouraviov \| Kazakhstan \| Astana \| + 21 s \| \| 17e \| Tom Boonen \| Belgique \| Quick Step \| + 21 s \| \| 18e \| Sebastian Langeveld \| Pays-Bas \| Rabobank \| + 21 s \| \| 19e \| Leif Hoste \| Belgique \| Silence-Lotto \| + 21 s \| \| 20e \| Andreas Klier \| Allemagne \| High Road \| + 21 s \| |                     |            |                                 |                 |
| |                     |            |                                 |                 |
| |                     |            |                                 |                 |
| Classement général |                     |            |                                 |                 |
| Coureur | Coureur             | Pays       | Équipe                          | Temps           |
| 1er | Stijn Devolder      | Belgique   | Quick Step                      | 6 h 24 min 02 s |
| 2e | Nick Nuyens         | Belgique   | Cofidis-Le Crédit par Téléphone | + 15 s          |
| 3e | Juan Antonio Flecha | Espagne    | Rabobank                        | + 15 s          |
| 4e | Alessandro Ballan   | Italie     | Lampre                          | + 21 s          |
| 5e | George Hincapie     | États-Unis | High Road                       | + 21 s          |
| 6e | Filippo Pozzato     | Italie     | Liquigas                        | + 21 s          |
| 7e | Kurt Asle Arvesen   | Norvège    | CSC                             | + 21 s          |
| 8e | Greg Van Avermaet   | Belgique   | Silence-Lotto                   | + 21 s          |
| 9e | Simon Špilak        | Slovénie   | Lampre                          | + 21 s          |
| 10e | Allan Johansen      | Danemark   | CSC                             | + 21 s          |
| 11e | Bernhard Eisel      | Autriche   | High Road                       | + 21 s          |
| 12e | Martijn Maaskant    | Pays-Bas   | Slipstream-Chipotle             | + 21 s          |
| 13e | Grégory Rast        | Suisse     | Astana                          | + 21 s          |
| 14e | Niki Terpstra       | Pays-Bas   | Team Milram                     | + 21 s          |
| 15e | Philippe Gilbert    | Belgique   | La Française des jeux           | + 21 s          |
| 16e | Dmitri Mouraviov    | Kazakhstan | Astana                          | + 21 s          |
| 17e | Tom Boonen          | Belgique   | Quick Step                      | + 21 s          |
| 18e | Sebastian Langeveld | Pays-Bas   | Rabobank                        | + 21 s          |
| 19e | Leif Hoste          | Belgique   | Silence-Lotto                   | + 21 s          |
| 20e | Andreas Klier       | Allemagne  | High Road                       | + 21 s          |

### Classement UCI
La course attribue des points au classement UCI ProTour 2008 selon le barème suivant :
| Position           | 1er | 2e | 3e | 4e | 5e | 6e | 7e | 8e | 9e | 10e |
| Classement général | 50  | 40 | 35 | 30 | 25 | 20 | 15 | 10 | 5  | 1   |

Après cette deuxième épreuve le classement est le suivant :
| #  | Coureur              | Équipe                | Points | Précédent | Evolution     |
| -- | -------------------- | --------------------- | ------ | --------- | ------------- |
| 1  | André Greipel        | High Road             | 62     | 1         | en stagnation |
| 2  | Stijn Devolder       | Quick Step            | 50     | Entrée    | Entrée        |
| 3  | Nick Nuyens          | Cofidis               | 40     | Entrée    | Entrée        |
| 4  | José Joaquín Rojas   | Caisse d'Épargne      | 38     | 2         | -2            |
| 5  | Juan Antonio Flecha  | Rabobank              | 35     | Entrée    | Entrée        |
| 6  | Alessandro Ballan    | Lampre                | 30     | Entrée    | Entrée        |
| 7  | Mickael Delage       | La Française des jeux | 30     | 3         | -4            |
| 8  | George Hincapie      | High Road             | 25     | Entrée    | Entrée        |
| 8  | Mickael Buffaz       | Cofidis               | 25     | 4         | -5            |
| 10 | José Alberto Benítez | Saunier Duval-Prodir  | 21     | 5         | -5            |

| #  | Équipe | Points | Précédent | Evolution |
| -- | ------ | ------ | --------- | --------- |
| 1  |        |        |           |           |
| 2  |        |        |           |           |
| 3  |        |        |           |           |
| 4  |        |        |           |           |
| 5  |        |        |           |           |
| 6  |        |        |           |           |
| 7  |        |        |           |           |
| 8  |        |        |           |           |
| 9  |        |        |           |           |
| 10 |        |        |           |           |

| #   | Pays | Points | Précédent | Evolution |
| --- | ---- | ------ | --------- | --------- |
| 1.  |      |        |           |           |
| 2.  |      |        |           |           |
| 3.  |      |        |           |           |
| 4.  |      |        |           |           |
| 5.  |      |        |           |           |
| 6.  |      |        |           |           |
| 7.  |      |        |           |           |
| 8.  |      |        |           |           |
| 9.  |      |        |           |           |
| 10. |      |        |           |           |

## Liste des participants
| Lampre LAM | Lampre LAM              | Lampre LAM |
| ---------- | ----------------------- | ---------- |
| Num        | Coureur                 | Pos        |
| 1          | Alessandro Ballan (ITA) | 4e         |
| 2          | Fabio Baldato (ITA)     | 61e        |
| 3          | Marco Bandiera (ITA)    | 84e        |
| 4          | Paolo Fornaciari (ITA)  | 83e        |
| 5          | Massimiliano Mori (ITA) | AB         |
| 6          | Christian Murro (ITA)   | AB         |
| 7          | Danilo Napolitano (ITA) | AB         |
| 8          | Simon Špilak (SLO)      | 9e         |

| Quick Step QST | Quick Step QST           | Quick Step QST |
| -------------- | ------------------------ | -------------- |
| Num            | Coureur                  | Pos            |
| 11             | Tom Boonen (BEL)         | 17e            |
| 12             | Wilfried Cretskens (BEL) | 100e           |
| 13             | Steven de Jongh (NED)    | AB             |
| 14             | Stijn Devolder (BEL)     | 1er            |
| 15             | Carlos Barredo (ESP)     | 24e            |
| 16             | Maarten Wynants (BEL)    | 99e            |
| 17             | Gert Steegmans (BEL)     | 60e            |
| 18             | Matteo Tosatto (ITA)     | 59e            |

| Silence-Lotto SIL | Silence-Lotto SIL        | Silence-Lotto SIL |
| ----------------- | ------------------------ | ----------------- |
| Num               | Coureur                  | Pos               |
| 21                | Johan Vansummeren (BEL)  | AB                |
| 22                | Gorik Gardeyn (BEL)      | AB                |
| 23                | Wim De Vocht (BEL)       | 96e               |
| 24                | Roy Sentjens (BEL)       | 46e               |
| 25                | Maarten Tjallingii (NED) | 21e               |
| 26                | Greg Van Avermaet (BEL)  | 8e                |
| 27                | Leif Hoste (BEL)         | 19e               |
| 28                | Wim Vansevenant (BEL)    | 97e               |

| Rabobank RAB | Rabobank RAB              | Rabobank RAB |
| ------------ | ------------------------- | ------------ |
| Num          | Coureur                   | Pos          |
| 31           | Óscar Freire (ESP)        | 39e          |
| 32           | Jan Boven (NED)           | AB           |
| 33           | Rick Flens (NED)          | AB           |
| 34           | Juan Antonio Flecha (ESP) | 3e           |
| 35           | Pedro Horrillo (ESP)      | 28e          |
| 36           | Sebastian Langeveld (NED) | 18e          |
| 37           | Joost Posthuma (NED)      | AB           |
| 38           | Bram Tankink (NED)        | 38e          |

| AG2R-La Mondiale ALM | AG2R-La Mondiale ALM    | AG2R-La Mondiale ALM |
| -------------------- | ----------------------- | -------------------- |
| Num                  | Coureur                 | Pos                  |
| 41                   | Renaud Dion (FRA)       | AB                   |
| 42                   | Martin Elmiger (SUI)    | 22e                  |
| 43                   | Yuriy Krivtsov (UKR)    | AB                   |
| 44                   | Laurent Mangel (FRA)    | AB                   |
| 45                   | Lloyd Mondory (FRA)     | AB                   |
| 46                   | Stéphane Poulhiès (FRA) | AB                   |
| 47                   | Cédric Pineau (FRA)     | AB                   |
| 48                   | Stijn Vandenbergh (BEL) | 74e                  |

| Bouygues Telecom BTL | Bouygues Telecom BTL   | Bouygues Telecom BTL |
| -------------------- | ---------------------- | -------------------- |
| Num                  | Coureur                | Pos                  |
| 51                   | Thomas Voeckler (FRA)  | AB                   |
| 52                   | Yohann Gène (FRA)      | AB                   |
| 53                   | Anthony Geslin (FRA)   | AB                   |
| 54                   | Vincent Jérôme (FRA)   | AB                   |
| 55                   | Arnaud Labbe (FRA)     | NP                   |
| 56                   | Erki Pütsep (EST)      | AB                   |
| 57                   | Alexandre Pichot (FRA) | 93e                  |
| 58                   | Franck Renier (FRA)    | AB                   |

| Cofidis-Le Crédit par Téléphone COF | Cofidis-Le Crédit par Téléphone COF | Cofidis-Le Crédit par Téléphone COF |
| ----------------------------------- | ----------------------------------- | ----------------------------------- |
| Num                                 | Coureur                             | Pos                                 |
| 61                                  | Sylvain Chavanel (FRA)              | 29e                                 |
| 62                                  | Kevin De Weert (BEL)                | 44e                                 |
| 63                                  | Frank Høj (DEN)                     | 54e                                 |
| 64                                  | Sébastien Minard (FRA)              | 98e                                 |
| 65                                  | Nick Nuyens (BEL)                   | 2e                                  |
| 66                                  | Staf Scheirlinckx (BEL)             | 55e                                 |
| 67                                  | Tristan Valentin (FRA)              | AB                                  |
| 68                                  | Rik Verbrugghe (BEL)                | 30e                                 |

| Crédit Agricole C.A | Crédit Agricole C.A      | Crédit Agricole C.A |
| ------------------- | ------------------------ | ------------------- |
| Num                 | Coureur                  | Pos                 |
| 71                  | László Bodrogi (HUN)     | 77e                 |
| 72                  | Yannick Talabardon (FRA) | AB                  |
| 73                  | Jimmy Engoulvent (FRA)   | AB                  |
| 74                  | Sébastien Hinault (FRA)  | AB                  |
| 75                  | Jeremy Hunt (GBR)        | AB                  |
| 76                  | Thor Hushovd (NOR)       | 26e                 |
| 77                  | Gabriel Rasch (NOR)      | AB                  |
| 78                  | Mark Renshaw (AUS)       | AB                  |

| La Française des jeux FDJ | La Française des jeux FDJ | La Française des jeux FDJ |
| ------------------------- | ------------------------- | ------------------------- |
| Num                       | Coureur                   | Pos                       |
| 81                        | Philippe Gilbert (BEL)    | 15e                       |
| 82                        | Mickaël Delage (FRA)      | 95e                       |
| 83                        | Frédéric Guesdon (FRA)    | 25e                       |
| 84                        | Matthieu Ladagnous (FRA)  | 94e                       |
| 85                        | Gianni Meersman (BEL)     | AB                        |
| 86                        | Christophe Mengin (FRA)   | 32e                       |
| 87                        | Yoann Offredo (FRA)       | 87e                       |
| 88                        | Timothy Gudsell (NZL)     | AB                        |

| Astana AST | Astana AST             | Astana AST |
| ---------- | ---------------------- | ---------- |
| Num        | Coureur                | Pos        |
| 91         | Koen de Kort (NED)     | AB         |
| 92         | Vladimir Gusev (RUS)   | AB         |
| 93         | Sergueï Ivanov (RUS)   | 35e        |
| 94         | Aaron Kemps (AUS)      | AB         |
| 95         | Dmitri Mouraviov (KAZ) | 16e        |
| 96         | Grégory Rast (SUI)     | 13e        |
| 97         | René Haselbacher (AUT) | 76e        |
| 98         | Tomas Vaitkus (LTU)    | AB         |

| Caisse d'Épargne GCE | Caisse d'Épargne GCE             | Caisse d'Épargne GCE |
| -------------------- | -------------------------------- | -------------------- |
| Num                  | Coureur                          | Pos                  |
| 101                  | Arnaud Coyot (FRA)               | AB                   |
| 102                  | Mathieu Drujon (FRA)             | 77e                  |
| 103                  | Imanol Erviti (ESP)              | 73e                  |
| 104                  | José Vicente García Acosta (ESP) | 64e                  |
| 105                  | José Iván Gutiérrez (ESP)        | AB                   |
| 106                  | Fabien Patanchon (FRA)           | AB                   |
| 107                  | Luis Pasamontes (ESP)            | AB                   |
| 108                  | José Joaquín Rojas (ESP)         | AB                   |

| Euskaltel-Euskadi EUS | Euskaltel-Euskadi EUS  | Euskaltel-Euskadi EUS |
| --------------------- | ---------------------- | --------------------- |
| Num                   | Coureur                | Pos                   |
| 111                   | Josu Agirre (ESP)      | AB                    |
| 112                   | Beñat Albizuri (ESP)   | AB                    |
| 113                   | Lander Aperribai (ESP) | AB                    |
| 114                   | Javier Aramendia (ESP) | AB                    |
| 115                   | Koldo Fernández (ESP)  | AB                    |
| 116                   | Markel Irizar (ESP)    | 86e                   |
| 117                   | Juan José Oroz (ESP)   | 49e                   |
| 118                   | Alan Pérez (ESP)       | AB                    |

| Gerolsteiner GST | Gerolsteiner GST        | Gerolsteiner GST |
| ---------------- | ----------------------- | ---------------- |
| Num              | Coureur                 | Pos              |
| 121              | Thomas Fothen (GER)     | AB               |
| 122              | Heinrich Haussler (GER) | 90e              |
| 123              | Sven Krauss (GER)       | 91e              |
| 124              | Sebastian Lang (GER)    | AB               |
| 125              | Stephan Schreck (GER)   | AB               |
| 126              | Oscar Gatto (ITA)       | AB               |
| 127              | Carlo Westphal (GER)    | AB               |
| 128              | Peter Wrolich (AUT)     | 43e              |

| Liquigas LIQ | Liquigas LIQ                | Liquigas LIQ |
| ------------ | --------------------------- | ------------ |
| Num          | Coureur                     | Pos          |
| 131          | Claudio Corioni (ITA)       | AB           |
| 132          | Mauro Da Dalto (ITA)        | AB           |
| 133          | Murilo Fischer (BRA)        | 89e          |
| 134          | Enrico Franzoi (ITA)        | AB           |
| 135          | Aliaksandr Kuschynski (BLR) | 66e          |
| 136          | Filippo Pozzato (ITA)       | 6e           |
| 137          | Manuel Quinziato (ITA)      | 36e          |
| 138          | Frederik Willems (BEL)      | 45e          |

| Saunier Duval-Scott SDV | Saunier Duval-Scott SDV   | Saunier Duval-Scott SDV |
| ----------------------- | ------------------------- | ----------------------- |
| Num                     | Coureur                   | Pos                     |
| 141                     | Raúl Alarcón (ESP)        | AB                      |
| 142                     | Raivis Belohvoščiks (LAT) | AB                      |
| 143                     | Luciano Pagliarini (BRA)  | 78e                     |
| 144                     | Aurélien Passeron (FRA)   | AB                      |
| 145                     | Ermanno Capelli (ITA)     | 65e                     |
| 146                     | Jesús del Nero (ESP)      | 75e                     |
| 147                     | Denis Flahaut (FRA)       | AB                      |
| 148                     | Ángel Gómez (ESP)         | AB                      |

| CSC | CSC                     | CSC |
| --- | ----------------------- | --- |
| Num | Coureur                 | Pos |
| 151 | Kurt Asle Arvesen (NOR) | 7e  |
| 152 | Lars Bak (DEN)          | AB  |
| 153 | Matti Breschel (DEN)    | 57e |
| 154 | Fabian Cancellara (SUI) | 23e |
| 155 | Allan Johansen (DEN)    | 10e |
| 156 | Karsten Kroon (NED)     | 40e |
| 157 | Marcus Ljungqvist (SWE) | 85e |
| 158 | Stuart O'Grady (AUS)    | AB  |

| High Road THR | High Road THR         | High Road THR |
| ------------- | --------------------- | ------------- |
| Num           | Coureur               | Pos           |
| 161           | Bernhard Eisel (AUT)  | 11e           |
| 162           | André Greipel (GER)   | AB            |
| 163           | Roger Hammond (GBR)   | 31e           |
| 164           | George Hincapie (USA) | 5e            |
| 165           | Bert Grabsch (GER)    | 63e           |
| 166           | Andreas Klier (GER)   | 20e           |
| 167           | Vicente Reynés (ESP)  | 47e           |
| 168           | Marcel Sieberg (GER)  | 69e           |

| Team Milram MRM | Team Milram MRM       | Team Milram MRM |
| --------------- | --------------------- | --------------- |
| Num             | Coureur               | Pos             |
| 171             | Markus Eichler (GER)  | AB              |
| 172             | Ralf Grabsch (GER)    | 52e             |
| 173             | Christian Knees (GER) | 71e             |
| 174             | Christian Kux (GER)   | AB              |
| 175             | Fabio Sabatini (ITA)  | 92e             |
| 176             | Niki Terpstra (NED)   | 14e             |
| 177             | Martin Velits (SVK)   | AB              |
| 178             | Erik Zabel (GER)      | 67e             |

| Landbouwkrediet-Tönissteiner LAN | Landbouwkrediet-Tönissteiner LAN | Landbouwkrediet-Tönissteiner LAN |
| -------------------------------- | -------------------------------- | -------------------------------- |
| Num                              | Coureur                          | Pos                              |
| 181                              | Ian Stannard (GBR)               | 72e                              |
| 182                              | David Boucher (FRA)              | AB                               |
| 183                              | Steven Kleynen (BEL)             | AB                               |
| 184                              | Bert De Waele (BEL)              | 34e                              |
| 185                              | Jan Kuyckx (BEL)                 | 68e                              |
| 186                              | Filip Meirhaeghe (BEL)           | AB                               |
| 187                              | Kevin Neirynck (BEL)             | AB                               |
| 188                              | Tom Steels (BEL)                 | AB                               |

| Topsport Vlaanderen TSV | Topsport Vlaanderen TSV  | Topsport Vlaanderen TSV |
| ----------------------- | ------------------------ | ----------------------- |
| Num                     | Coureur                  | Pos                     |
| 191                     | Koen Barbé (BEL)         | AB                      |
| 192                     | Johan Coenen (BEL)       | AB                      |
| 193                     | Kurt Hovelijnck (BEL)    | 27e                     |
| 194                     | Niko Eeckhout (BEL)      | AB                      |
| 195                     | Sven Renders (BEL)       | AB                      |
| 196                     | Preben Van Hecke (BEL)   | 80e                     |
| 197                     | Bart Vanheule (BEL)      | AB                      |
| 198                     | Frederik Veuchelen (BEL) | AB                      |

| Mitsubishi-Jartazi MIT | Mitsubishi-Jartazi MIT    | Mitsubishi-Jartazi MIT |
| ---------------------- | ------------------------- | ---------------------- |
| Num                    | Coureur                   | Pos                    |
| 201                    | Allan Davis (AUS)         | 33e                    |
| 202                    | Guennadi Mikhailov (RUS)  | 58e                    |
| 203                    | Geert Omloop (BEL)        | AB                     |
| 204                    | Janek Tombak (EST)        | 24e                    |
| 205                    | Sven Nevens (BEL)         | AB                     |
| 206                    | Jens Mouris (NED)         | AB                     |
| 207                    | James Vanlandschoot (BEL) | AB                     |
| 208                    | Geert Verheyen (BEL)      | 70e                    |

| Barloworld BAR | Barloworld BAR             | Barloworld BAR |
| -------------- | -------------------------- | -------------- |
| Num            | Coureur                    | Pos            |
| 211            | Marco Corti (ITA)          | AB             |
| 212            | Patrick Calcagni (SUI)     | 82e            |
| 213            | Baden Cooke (AUS)          | 62e            |
| 214            | Enrico Gasparotto (ITA)    | AB             |
| 215            | Robert Hunter (RSA)        | AB             |
| 216            | Daryl Impey (RSA)          | AB             |
| 217            | Paolo Longo Borghini (ITA) | 56e            |
| 218            | Carlo Scognamiglio (ITA)   | AB             |

| Cycle Collstrop COS | Cycle Collstrop COS     | Cycle Collstrop COS |
| ------------------- | ----------------------- | ------------------- |
| Num                 | Coureur                 | Pos                 |
| 221                 | Bastiaan Giling (NED)   | 50e                 |
| 222                 | Michał Gołaś (POL)      | 48e                 |
| 223                 | David Kopp (GER)        | 41e                 |
| 224                 | Sergueï Lagoutine (UZB) | AB                  |
| 225                 | Marco Marcato (ITA)     | 37e                 |
| 226                 | Matthé Pronk (NED)      | AB                  |
| 227                 | Mirko Selvaggi (ITA)    | 88e                 |
| 228                 | Steffen Wesemann (SUI)  | AB                  |

| Skil-Shimano SKS | Skil-Shimano SKS         | Skil-Shimano SKS |
| ---------------- | ------------------------ | ---------------- |
| Num              | Coureur                  | Pos              |
| 231              | Fumiyuki Beppu (JPN)     | AB               |
| 232              | Roy Curvers (NED)        | AB               |
| 233              | Maarten den Bakker (NED) | AB               |
| 234              | Floris Goesinnen (NED)   | 51e              |
| 235              | Piet Rooijakkers (NED)   | AB               |
| 236              | Kenny van Hummel (NED)   | AB               |
| 237              | Tom Veelers (NED)        | AB               |
| 238              | Robert Wagner (GER)      | AB               |

| Slipstream-Chipotle TSL | Slipstream-Chipotle TSL  | Slipstream-Chipotle TSL |
| ----------------------- | ------------------------ | ----------------------- |
| Num                     | Coureur                  | Pos                     |
| 241                     | Magnus Bäckstedt (SWE)   | 42e                     |
| 242                     | Ryder Hesjedal (CAN)     | 81e                     |
| 243                     | Huub Duyn (NED)          | AB                      |
| 244                     | Tyler Farrar (USA)       | 53e                     |
| 245                     | Michael Friedman (USA)   | AB                      |
| 246                     | William Frischkorn (USA) | AB                      |
| 247                     | Martijn Maaskant (NED)   | 12e                     |
| 248                     | Danny Pate (USA)         | AB                      |

| Lampre LAM | Lampre LAM              | Lampre LAM |
| ---------- | ----------------------- | ---------- |
| Num        | Coureur                 | Pos        |
| 1          | Alessandro Ballan (ITA) | 4e         |
| 2          | Fabio Baldato (ITA)     | 61e        |
| 3          | Marco Bandiera (ITA)    | 84e        |
| 4          | Paolo Fornaciari (ITA)  | 83e        |
| 5          | Massimiliano Mori (ITA) | AB         |
| 6          | Christian Murro (ITA)   | AB         |
| 7          | Danilo Napolitano (ITA) | AB         |
| 8          | Simon Špilak (SLO)      | 9e         |

| Quick Step QST | Quick Step QST           | Quick Step QST |
| -------------- | ------------------------ | -------------- |
| Num            | Coureur                  | Pos            |
| 11             | Tom Boonen (BEL)         | 17e            |
| 12             | Wilfried Cretskens (BEL) | 100e           |
| 13             | Steven de Jongh (NED)    | AB             |
| 14             | Stijn Devolder (BEL)     | 1er            |
| 15             | Carlos Barredo (ESP)     | 24e            |
| 16             | Maarten Wynants (BEL)    | 99e            |
| 17             | Gert Steegmans (BEL)     | 60e            |
| 18             | Matteo Tosatto (ITA)     | 59e            |

| Silence-Lotto SIL | Silence-Lotto SIL        | Silence-Lotto SIL |
| ----------------- | ------------------------ | ----------------- |
| Num               | Coureur                  | Pos               |
| 21                | Johan Vansummeren (BEL)  | AB                |
| 22                | Gorik Gardeyn (BEL)      | AB                |
| 23                | Wim De Vocht (BEL)       | 96e               |
| 24                | Roy Sentjens (BEL)       | 46e               |
| 25                | Maarten Tjallingii (NED) | 21e               |
| 26                | Greg Van Avermaet (BEL)  | 8e                |
| 27                | Leif Hoste (BEL)         | 19e               |
| 28                | Wim Vansevenant (BEL)    | 97e               |

| Rabobank RAB | Rabobank RAB              | Rabobank RAB |
| ------------ | ------------------------- | ------------ |
| Num          | Coureur                   | Pos          |
| 31           | Óscar Freire (ESP)        | 39e          |
| 32           | Jan Boven (NED)           | AB           |
| 33           | Rick Flens (NED)          | AB           |
| 34           | Juan Antonio Flecha (ESP) | 3e           |
| 35           | Pedro Horrillo (ESP)      | 28e          |
| 36           | Sebastian Langeveld (NED) | 18e          |
| 37           | Joost Posthuma (NED)      | AB           |
| 38           | Bram Tankink (NED)        | 38e          |

| AG2R-La Mondiale ALM | AG2R-La Mondiale ALM    | AG2R-La Mondiale ALM |
| -------------------- | ----------------------- | -------------------- |
| Num                  | Coureur                 | Pos                  |
| 41                   | Renaud Dion (FRA)       | AB                   |
| 42                   | Martin Elmiger (SUI)    | 22e                  |
| 43                   | Yuriy Krivtsov (UKR)    | AB                   |
| 44                   | Laurent Mangel (FRA)    | AB                   |
| 45                   | Lloyd Mondory (FRA)     | AB                   |
| 46                   | Stéphane Poulhiès (FRA) | AB                   |
| 47                   | Cédric Pineau (FRA)     | AB                   |
| 48                   | Stijn Vandenbergh (BEL) | 74e                  |

| Bouygues Telecom BTL | Bouygues Telecom BTL   | Bouygues Telecom BTL |
| -------------------- | ---------------------- | -------------------- |
| Num                  | Coureur                | Pos                  |
| 51                   | Thomas Voeckler (FRA)  | AB                   |
| 52                   | Yohann Gène (FRA)      | AB                   |
| 53                   | Anthony Geslin (FRA)   | AB                   |
| 54                   | Vincent Jérôme (FRA)   | AB                   |
| 55                   | Arnaud Labbe (FRA)     | NP                   |
| 56                   | Erki Pütsep (EST)      | AB                   |
| 57                   | Alexandre Pichot (FRA) | 93e                  |
| 58                   | Franck Renier (FRA)    | AB                   |

| Cofidis-Le Crédit par Téléphone COF | Cofidis-Le Crédit par Téléphone COF | Cofidis-Le Crédit par Téléphone COF |
| ----------------------------------- | ----------------------------------- | ----------------------------------- |
| Num                                 | Coureur                             | Pos                                 |
| 61                                  | Sylvain Chavanel (FRA)              | 29e                                 |
| 62                                  | Kevin De Weert (BEL)                | 44e                                 |
| 63                                  | Frank Høj (DEN)                     | 54e                                 |
| 64                                  | Sébastien Minard (FRA)              | 98e                                 |
| 65                                  | Nick Nuyens (BEL)                   | 2e                                  |
| 66                                  | Staf Scheirlinckx (BEL)             | 55e                                 |
| 67                                  | Tristan Valentin (FRA)              | AB                                  |
| 68                                  | Rik Verbrugghe (BEL)                | 30e                                 |

| Crédit Agricole C.A | Crédit Agricole C.A      | Crédit Agricole C.A |
| ------------------- | ------------------------ | ------------------- |
| Num                 | Coureur                  | Pos                 |
| 71                  | László Bodrogi (HUN)     | 77e                 |
| 72                  | Yannick Talabardon (FRA) | AB                  |
| 73                  | Jimmy Engoulvent (FRA)   | AB                  |
| 74                  | Sébastien Hinault (FRA)  | AB                  |
| 75                  | Jeremy Hunt (GBR)        | AB                  |
| 76                  | Thor Hushovd (NOR)       | 26e                 |
| 77                  | Gabriel Rasch (NOR)      | AB                  |
| 78                  | Mark Renshaw (AUS)       | AB                  |

| La Française des jeux FDJ | La Française des jeux FDJ | La Française des jeux FDJ |
| ------------------------- | ------------------------- | ------------------------- |
| Num                       | Coureur                   | Pos                       |
| 81                        | Philippe Gilbert (BEL)    | 15e                       |
| 82                        | Mickaël Delage (FRA)      | 95e                       |
| 83                        | Frédéric Guesdon (FRA)    | 25e                       |
| 84                        | Matthieu Ladagnous (FRA)  | 94e                       |
| 85                        | Gianni Meersman (BEL)     | AB                        |
| 86                        | Christophe Mengin (FRA)   | 32e                       |
| 87                        | Yoann Offredo (FRA)       | 87e                       |
| 88                        | Timothy Gudsell (NZL)     | AB                        |

| Astana AST | Astana AST             | Astana AST |
| ---------- | ---------------------- | ---------- |
| Num        | Coureur                | Pos        |
| 91         | Koen de Kort (NED)     | AB         |
| 92         | Vladimir Gusev (RUS)   | AB         |
| 93         | Sergueï Ivanov (RUS)   | 35e        |
| 94         | Aaron Kemps (AUS)      | AB         |
| 95         | Dmitri Mouraviov (KAZ) | 16e        |
| 96         | Grégory Rast (SUI)     | 13e        |
| 97         | René Haselbacher (AUT) | 76e        |
| 98         | Tomas Vaitkus (LTU)    | AB         |

| Caisse d'Épargne GCE | Caisse d'Épargne GCE             | Caisse d'Épargne GCE |
| -------------------- | -------------------------------- | -------------------- |
| Num                  | Coureur                          | Pos                  |
| 101                  | Arnaud Coyot (FRA)               | AB                   |
| 102                  | Mathieu Drujon (FRA)             | 77e                  |
| 103                  | Imanol Erviti (ESP)              | 73e                  |
| 104                  | José Vicente García Acosta (ESP) | 64e                  |
| 105                  | José Iván Gutiérrez (ESP)        | AB                   |
| 106                  | Fabien Patanchon (FRA)           | AB                   |
| 107                  | Luis Pasamontes (ESP)            | AB                   |
| 108                  | José Joaquín Rojas (ESP)         | AB                   |

| Euskaltel-Euskadi EUS | Euskaltel-Euskadi EUS  | Euskaltel-Euskadi EUS |
| --------------------- | ---------------------- | --------------------- |
| Num                   | Coureur                | Pos                   |
| 111                   | Josu Agirre (ESP)      | AB                    |
| 112                   | Beñat Albizuri (ESP)   | AB                    |
| 113                   | Lander Aperribai (ESP) | AB                    |
| 114                   | Javier Aramendia (ESP) | AB                    |
| 115                   | Koldo Fernández (ESP)  | AB                    |
| 116                   | Markel Irizar (ESP)    | 86e                   |
| 117                   | Juan José Oroz (ESP)   | 49e                   |
| 118                   | Alan Pérez (ESP)       | AB                    |

| Gerolsteiner GST | Gerolsteiner GST        | Gerolsteiner GST |
| ---------------- | ----------------------- | ---------------- |
| Num              | Coureur                 | Pos              |
| 121              | Thomas Fothen (GER)     | AB               |
| 122              | Heinrich Haussler (GER) | 90e              |
| 123              | Sven Krauss (GER)       | 91e              |
| 124              | Sebastian Lang (GER)    | AB               |
| 125              | Stephan Schreck (GER)   | AB               |
| 126              | Oscar Gatto (ITA)       | AB               |
| 127              | Carlo Westphal (GER)    | AB               |
| 128              | Peter Wrolich (AUT)     | 43e              |

| Liquigas LIQ | Liquigas LIQ                | Liquigas LIQ |
| ------------ | --------------------------- | ------------ |
| Num          | Coureur                     | Pos          |
| 131          | Claudio Corioni (ITA)       | AB           |
| 132          | Mauro Da Dalto (ITA)        | AB           |
| 133          | Murilo Fischer (BRA)        | 89e          |
| 134          | Enrico Franzoi (ITA)        | AB           |
| 135          | Aliaksandr Kuschynski (BLR) | 66e          |
| 136          | Filippo Pozzato (ITA)       | 6e           |
| 137          | Manuel Quinziato (ITA)      | 36e          |
| 138          | Frederik Willems (BEL)      | 45e          |

| Saunier Duval-Scott SDV | Saunier Duval-Scott SDV   | Saunier Duval-Scott SDV |
| ----------------------- | ------------------------- | ----------------------- |
| Num                     | Coureur                   | Pos                     |
| 141                     | Raúl Alarcón (ESP)        | AB                      |
| 142                     | Raivis Belohvoščiks (LAT) | AB                      |
| 143                     | Luciano Pagliarini (BRA)  | 78e                     |
| 144                     | Aurélien Passeron (FRA)   | AB                      |
| 145                     | Ermanno Capelli (ITA)     | 65e                     |
| 146                     | Jesús del Nero (ESP)      | 75e                     |
| 147                     | Denis Flahaut (FRA)       | AB                      |
| 148                     | Ángel Gómez (ESP)         | AB                      |

| CSC | CSC                     | CSC |
| --- | ----------------------- | --- |
| Num | Coureur                 | Pos |
| 151 | Kurt Asle Arvesen (NOR) | 7e  |
| 152 | Lars Bak (DEN)          | AB  |
| 153 | Matti Breschel (DEN)    | 57e |
| 154 | Fabian Cancellara (SUI) | 23e |
| 155 | Allan Johansen (DEN)    | 10e |
| 156 | Karsten Kroon (NED)     | 40e |
| 157 | Marcus Ljungqvist (SWE) | 85e |
| 158 | Stuart O'Grady (AUS)    | AB  |

| High Road THR | High Road THR         | High Road THR |
| ------------- | --------------------- | ------------- |
| Num           | Coureur               | Pos           |
| 161           | Bernhard Eisel (AUT)  | 11e           |
| 162           | André Greipel (GER)   | AB            |
| 163           | Roger Hammond (GBR)   | 31e           |
| 164           | George Hincapie (USA) | 5e            |
| 165           | Bert Grabsch (GER)    | 63e           |
| 166           | Andreas Klier (GER)   | 20e           |
| 167           | Vicente Reynés (ESP)  | 47e           |
| 168           | Marcel Sieberg (GER)  | 69e           |

| Team Milram MRM | Team Milram MRM       | Team Milram MRM |
| --------------- | --------------------- | --------------- |
| Num             | Coureur               | Pos             |
| 171             | Markus Eichler (GER)  | AB              |
| 172             | Ralf Grabsch (GER)    | 52e             |
| 173             | Christian Knees (GER) | 71e             |
| 174             | Christian Kux (GER)   | AB              |
| 175             | Fabio Sabatini (ITA)  | 92e             |
| 176             | Niki Terpstra (NED)   | 14e             |
| 177             | Martin Velits (SVK)   | AB              |
| 178             | Erik Zabel (GER)      | 67e             |

| Landbouwkrediet-Tönissteiner LAN | Landbouwkrediet-Tönissteiner LAN | Landbouwkrediet-Tönissteiner LAN |
| -------------------------------- | -------------------------------- | -------------------------------- |
| Num                              | Coureur                          | Pos                              |
| 181                              | Ian Stannard (GBR)               | 72e                              |
| 182                              | David Boucher (FRA)              | AB                               |
| 183                              | Steven Kleynen (BEL)             | AB                               |
| 184                              | Bert De Waele (BEL)              | 34e                              |
| 185                              | Jan Kuyckx (BEL)                 | 68e                              |
| 186                              | Filip Meirhaeghe (BEL)           | AB                               |
| 187                              | Kevin Neirynck (BEL)             | AB                               |
| 188                              | Tom Steels (BEL)                 | AB                               |

| Topsport Vlaanderen TSV | Topsport Vlaanderen TSV  | Topsport Vlaanderen TSV |
| ----------------------- | ------------------------ | ----------------------- |
| Num                     | Coureur                  | Pos                     |
| 191                     | Koen Barbé (BEL)         | AB                      |
| 192                     | Johan Coenen (BEL)       | AB                      |
| 193                     | Kurt Hovelijnck (BEL)    | 27e                     |
| 194                     | Niko Eeckhout (BEL)      | AB                      |
| 195                     | Sven Renders (BEL)       | AB                      |
| 196                     | Preben Van Hecke (BEL)   | 80e                     |
| 197                     | Bart Vanheule (BEL)      | AB                      |
| 198                     | Frederik Veuchelen (BEL) | AB                      |

| Mitsubishi-Jartazi MIT | Mitsubishi-Jartazi MIT    | Mitsubishi-Jartazi MIT |
| ---------------------- | ------------------------- | ---------------------- |
| Num                    | Coureur                   | Pos                    |
| 201                    | Allan Davis (AUS)         | 33e                    |
| 202                    | Guennadi Mikhailov (RUS)  | 58e                    |
| 203                    | Geert Omloop (BEL)        | AB                     |
| 204                    | Janek Tombak (EST)        | 24e                    |
| 205                    | Sven Nevens (BEL)         | AB                     |
| 206                    | Jens Mouris (NED)         | AB                     |
| 207                    | James Vanlandschoot (BEL) | AB                     |
| 208                    | Geert Verheyen (BEL)      | 70e                    |

| Barloworld BAR | Barloworld BAR             | Barloworld BAR |
| -------------- | -------------------------- | -------------- |
| Num            | Coureur                    | Pos            |
| 211            | Marco Corti (ITA)          | AB             |
| 212            | Patrick Calcagni (SUI)     | 82e            |
| 213            | Baden Cooke (AUS)          | 62e            |
| 214            | Enrico Gasparotto (ITA)    | AB             |
| 215            | Robert Hunter (RSA)        | AB             |
| 216            | Daryl Impey (RSA)          | AB             |
| 217            | Paolo Longo Borghini (ITA) | 56e            |
| 218            | Carlo Scognamiglio (ITA)   | AB             |

| Cycle Collstrop COS | Cycle Collstrop COS     | Cycle Collstrop COS |
| ------------------- | ----------------------- | ------------------- |
| Num                 | Coureur                 | Pos                 |
| 221                 | Bastiaan Giling (NED)   | 50e                 |
| 222                 | Michał Gołaś (POL)      | 48e                 |
| 223                 | David Kopp (GER)        | 41e                 |
| 224                 | Sergueï Lagoutine (UZB) | AB                  |
| 225                 | Marco Marcato (ITA)     | 37e                 |
| 226                 | Matthé Pronk (NED)      | AB                  |
| 227                 | Mirko Selvaggi (ITA)    | 88e                 |
| 228                 | Steffen Wesemann (SUI)  | AB                  |

| Skil-Shimano SKS | Skil-Shimano SKS         | Skil-Shimano SKS |
| ---------------- | ------------------------ | ---------------- |
| Num              | Coureur                  | Pos              |
| 231              | Fumiyuki Beppu (JPN)     | AB               |
| 232              | Roy Curvers (NED)        | AB               |
| 233              | Maarten den Bakker (NED) | AB               |
| 234              | Floris Goesinnen (NED)   | 51e              |
| 235              | Piet Rooijakkers (NED)   | AB               |
| 236              | Kenny van Hummel (NED)   | AB               |
| 237              | Tom Veelers (NED)        | AB               |
| 238              | Robert Wagner (GER)      | AB               |

| Slipstream-Chipotle TSL | Slipstream-Chipotle TSL  | Slipstream-Chipotle TSL |
| ----------------------- | ------------------------ | ----------------------- |
| Num                     | Coureur                  | Pos                     |
| 241                     | Magnus Bäckstedt (SWE)   | 42e                     |
| 242                     | Ryder Hesjedal (CAN)     | 81e                     |
| 243                     | Huub Duyn (NED)          | AB                      |
| 244                     | Tyler Farrar (USA)       | 53e                     |
| 245                     | Michael Friedman (USA)   | AB                      |
| 246                     | William Frischkorn (USA) | AB                      |
| 247                     | Martijn Maaskant (NED)   | 12e                     |
| 248                     | Danny Pate (USA)         | AB                      |